# Atlantica (parco acquatico)
Atlantica, già Atlantica Park,  è un parco acquatico italiano situato a Cesenatico.

## Storia
Inaugurato nell'estate del 1988, ha un pubblico proveniente da tutta Italia ed Europa. Si estende su un'area di oltre 100 000 metri quadrati, di cui 5 700 costituiti da piscine e 42 000 da aree verdi. Nel 1989 ospitò la prima edizione del programma televisivo di Canale 5 Bellezze al bagno.

## Attrazioni
- Onda Lenta River: È un fiume artificiale lungo un chilometro e di scarsa profondità che circumnaviga l'intero parco, in cui è possibile lasciarsi trasportare dalla corrente a bordo di gommoni. Passa anche all'interno della balena la cui coda è visibile anche dall'esterno del parco.
- Onda Lunga Anaconda: Si tratta di una struttura alta oltre 15 metri da cui partono tre distinti acquascivoli attorcigliati tra di loro, per una lunghezza complessiva di oltre 400 metri. Gli scivoli A e C, di colore giallo, sono accessibili a partire rispettivamente dai 12 e 10 anni di età, mentre il B, di colore blu, è destinato a bambini di almeno 8 anni.
- Onda Pazza Kamikaze: Sono due acquascivoli differenti di colore giallo, che presentano una pendenza iniziale del 60%.
- Onda Morbida Foam: Piccolo acquascivolo a fondo morbido con tre distinte corsie, provoca un buon impatto con l'acqua della piscina sottostante.
- Onda Baby: È uno spazio dedicato ai bambini, costituito da una piscina a forma di 8. Presenta un piccolo acquascivolo e due fontane.
- Piscina Onde: Si tratta della piscina principale del parco, con una forma circolare al centro della quale si erge un atollo dedicato all'animazione per giochi e balli di gruppo. A intervalli di un'ora nella piscina vengono provocate per pochi minuti onde a tre diversi movimenti.